# Luísa Ferreira
Luísa Ferreira (Lisboa, 2 de dezembro de 1961) é uma fotógrafa portuguesa.
Está representada em diversas coleções nacionais e estrangeiras.
Atualmente é professora convidada no IADE (desde 1996) e ETIC (desde 1998) onde leciona a cadeira de Fotojornalismo.

## Formação académica
Com formação em Geografia, trocou o curso pela fotografia. Começou a fotografar profissionalmente em meados dos anos 80 e interrompeu a atividade diária de fotojornalista em 1998, após trabalhar sete anos no jornal diário Público e dois anos na agência de notícias norte-americana Associated Press. Continua a colaborar com a imprensa.

## Exposições
Paralelamente, expõe individualmente com regularidade desde 1989, desenvolvendo projetos pessoais e trabalhos de encomenda, nomeadamente:
- "Os objetos já não têm cores / mas as sombras dos objetos têm as cores deles / um amigo meu / que tem a chave das docas / também pensa assim" (Picabia), no Armazém AB do Porto de Lisboa, 1993.
- "Capitão Goma" na Casa d'Os Dias da Água em Lisboa, em 2003.
- "Fora de jogo", projeto realizado no âmbito do Arte em Campo do Instituto das Artes em 2004.
- "Há quanto tempo trabalha aqui?", fotografias sobre as lojas antigas de Lisboa e as pessoas que as habitam, iniciado em 1994, Arquivo Fotográfico Municipal de Lisboa, 2005.

Expôs nos Encontros da Imagem de Braga nos anos 1994, 1995 e 1996 e nos Encontros de Fotografia de Coimbra em 1994. 
Participou igualmente em várias exposições coletivas no país e no estrangeiro. 
Primeira escolha nos Recorridos fotográficos da ARCO98 (Madrid) com "Éter". Tem fotografado regularmente escritores portugueses.

## Livros publicados
Publicou, entre outros, o livro "Azul" (2002) sobre os não-lugares, com texto de Agustina Bessa-Luís e editado pela Ambar.